# Edificio ABC Serrano
El Edificio ABC Serrano (también llamado Edificio ABC, Edificio de Blanco y Negro o Edificio de Prensa Española) está ubicado entre la calle Serrano (n.º 61) y el paseo de la Castellana (n.º 34) de Madrid, España. En realidad son dos edificios, el que posee su fachada a Serrano fue proyectado por José López Sallaberry en el año 1899 (de estilo neoplateresco) y la ampliación del edificio que da al paseo de la Castellana fue posteriormente diseñada, en estilo regionalista sevillano, por los arquitectos Aníbal González  y Teodoro de Anasagasti ya en el año 1926. En la actualidad los dos edificios están acondicionados como un centro comercial.
A pesar de su arquitectura de corte historicista, está considerado como una de las primeras construcciones que introducen el modernismo en Madrid. Ello es debido a su decoración interior, integrada por numerosos elementos de art nouveau, tales como vidrieras artísticas de la Casa Maumejean, pinturas murales de José Arija Saiz o forjados de hierro del Taller Masriera.

## Historia
Cuando en 1891 Torcuato Luca de Tena crea la revista Blanco y Negro necesita de un edificio para establecer sus tiradas. El 20 de agosto de 1896 adquiere el solar de Serrano sobre el que edificará, lugar que será sede definitiva de la tirada de la revista.

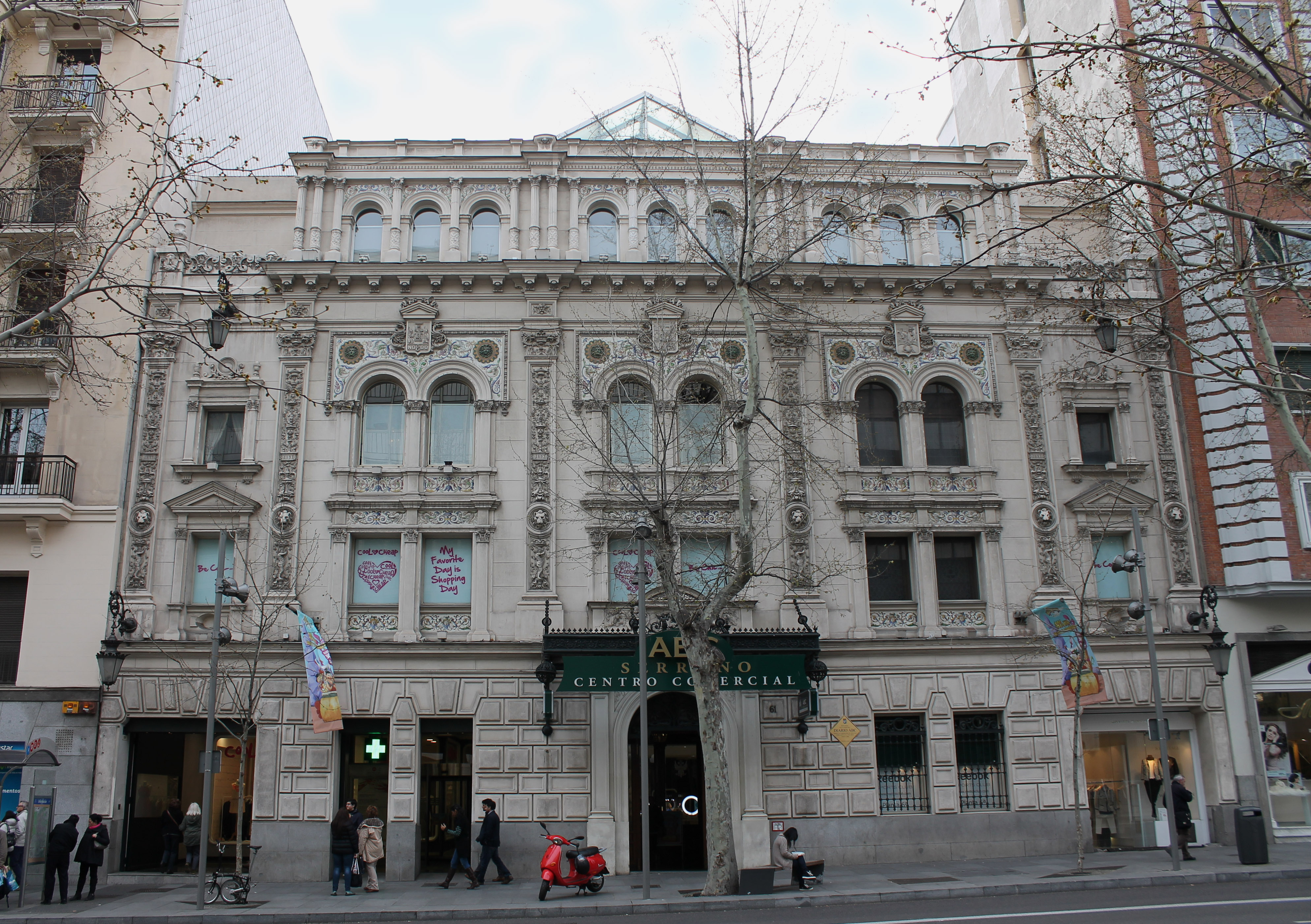
Fachada este (c/ Serrano, 61).

El arquitecto José López Sallaberry realiza el edificio de Serrano en 1899, en un inmueble «con formas de un estilo "neoplateresco"», el arquitecto Aníbal González el edificio de Castellana en 1926 y Teodoro de Anasagasti los talleres en 1932. A causa del desnivel existente entre las dos calles, las rotativas se ubicaron en el edificio de la calle de Serrano así como los talleres de estampación y tirada, salones, administración y redacciones del diario ABC y de la revista Blanco y Negro, y en el edificio de la Castellana los motores y dinamos. Dejando una galería para circulación interior de vehículos. El periódico tuvo una gran tirada. El diario ABC comenzó su tirada en el año 1905. El grupo editorial Prensa Española también tuvo su sede en este mismo edificio.
La mañana del 11 de mayo de 1931, durante el periodo de la Segunda República, el edificio fue incautado. La causa había sido que durante los sucesos del Círculo Monárquico Independiente se produjo una manifestación frente al edificio, desde cuyas ventanas los asistentes a la manifestación habrían asegurado percibir disparos.
En 1989 los edificios fueron vendidos por el periódico y en 1995 el arquitecto Mariano Bayón se encargó de ejecutar la rehabilitación de ambos edificios con el objeto de realizar su conversión en el centro comercial y de ocio ABC Serrano.